# Margaret Lindsay
Pour les articles homonymes, voir Lindsay.
Margaret Lindsay (Margaret Kies), née le 19 septembre 1910 à Dubuque (Iowa) (États-Unis) et morte le 9 mai 1981 à Los Angeles (Californie), est une actrice américaine.

## Filmographie partielle
- 1932 : Okay, America!, de Tay Garnett
- 1932 : The Fourth Horseman (en) de Hamilton MacFadden
- 1932 : Une fois dans la vie (en) (Once in a Lifetime) de Russell Mack
- 1933 : Cavalcade de Frank Lloyd
- 1933 : West of Singapore (en) d'Albert Ray
- 1933 : La Phalène d'argent (Christopher strong) de Dorothy Arzner
- 1933 : Private Detective 62 de Michael Curtiz
- 1933 : Liliane (Baby Face) de Alfred E. Green
- 1933 : Voltaire de John G. Adolfi
- 1933 : Capturé (Captured) de Roy Del Ruth
- 1933 : Paddy the Next Best Thing (en) de Harry Lachman
- 1933 : From Headquarters (en) de William Dieterle
- 1933 : The World Changes de Mervyn LeRoy
- 1933 : Le Tombeur (Lady Killer) de Roy Del Ruth
- 1933 : Sa douce maison (The House on 56th Street) de Robert Florey
- 1934 : The Merry Wives of Reno de H. Bruce Humberstone
- 1934 : Fog Over Frisco de William Dieterle
- 1934 : The Dragon Murder Case (en) de H. Bruce Humberstone
- 1934 : Gentlemen Are Born de Alfred E. Green
- 1935 : Ville frontière (Bordertown) de Archie Mayo
- 1935 : Le Bousilleur (Devil Dogs of the Air) de Lloyd Bacon
- 1935 : The Florentine Dagger de Robert Florey
- 1935 : The Case of the Curious Bride de Michael Curtiz
- 1935 : Les Hors-la-loi (G' Men) de William Keighley
- 1935 : Personal Maid's Secret de Arthur Greville Collins
- 1935 : Émeutes (Frisco Kid) de Lloyd Bacon
- 1935 : L'Intruse (Dangerous) de Alfred E. Green

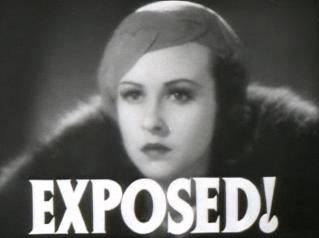
Margaret Lindsay dans The Law in Her Hands (1936).

- 1936 : The Law in Her Hands de William Clemens
- 1936 : Madame consent (The Lady Consents) de Stephen Roberts
- 1936 : Public Enemy's Wife de Nick Grinde
- 1936 : Isle of Fury de Frank McDonald
- 1936 : Sinner Take All de Errol Taggart
- 1937 : En liberté provisoire (Back in Circulation) de Ray Enright
- 1937 : La Lumière verte (Green Light) de Frank Borzage
- 1937 : Song of the City de Errol Taggart
- 1937 : Rivalité (Slim) de Ray Enright
- 1938 : La Bataille de l'or (Gold Is Where You Find It) de Michael Curtiz
- 1938 : L'insoumise (Jezebel) de William Wyler
- 1938 : Garden of the Moon de Busby Berkeley
- 1938 : Broadway Musketeers de John Farrow
- 1938 : When Were You Born de William C. McGann
- 1938 : Ah ! Quelle femme ! (There's That Woman Again) d'Alexander Hall
- 1939 : On Trial, de Terry O. Morse
- 1939 : Hell's Kitchen
- 1939 : Les Petites Pestes (The Under-Pup) de Richard Wallace
- 1940 : British Intelligence Service (British Intelligence) de Terry O. Morse
- 1940 : La Maison aux sept pignons de Joe May
- 1940 : Ellery Queen, Master Detective
- 1941 : Ellery Queen's Penthouse Mystery de James Patrick Hogan
- 1941 : Ellery Queen and the Perfect Crime
- 1941 : Ellery Queen and the Murder Ring
- 1942 : A Close Call for Ellery Queen
- 1942 : Les Écumeurs (The Spoilers) de Ray Enright
- 1942 : Enemy Agents Meet Ellery Queen (en)
- 1942 : A Desperate Chance for Ellery Queen
- 1943 : Crime Doctor de Michael Gordon
- 1943 : The Adventures of Rusty
- 1945 : La Rue rouge (Scarlet Street) de Fritz Lang
- 1945 : Club Havana d'Edgar Georg Ulmer
- 1947 : The Vigilantes Return
- 1947 : Seven Keys to Baldpate (en)
- 1947 : Éternel Tourment (Cass Timberlane) de George Sidney
- 1948 : L'Indomptée (B .F.'s Daughter) de Robert Z. Leonard
- 1956 : Le Fond de la bouteille de Henry Hathaway
- 1958 : Les Années merveilleuses (The Restless Years)
- 1959 : Bagarre au-dessus de l'Atlantique (Jet Over the Atlantic) de Byron Haskin
- 1960 : Ne mangez pas les marguerites (Please Don't Eat the Daisies) de Charles Walters
- 1963 : Les Lycéennes (Tammy and the Doctor)